# La Sirène (nouvelle)
Pour les articles homonymes, voir La Sirène.
La Sirène est une nouvelle de sept pages d’Anton Tchekhov, publiée en 1887.

## Historique
La Sirène est initialement publiée dans la revue russe Le Journal de Pétersbourg, numéro 231, du 24 août 1887, sous le pseudonyme An Tchekhov.

## Résumé
Un tribunal de province. Après les délibérations, le Président, les juges, assesseurs et substituts font une pause avant de quitter le service. Le Président du Tribunal s'assoit pour écrire son compte rendu des délibérations.
Tous commencent à parler nourriture, repas mémorables et recettes de cuisine. Le Président refait une fois, deux fois, trois fois, sept fois son rapport, mais impossible de se concentrer avec une telle discussion.

## Édition française
- La Sirène, traduit par Édouard Parayre, Éditions Gallimard, Bibliothèque de la Pléiade, 1970  (ISBN 2-07-010550-4)